# Les Bottières
Les Bottières est une petite station de sports d'hiver située en France sur la commune de Saint-Pancrace dans le département de la Savoie en région Auvergne-Rhône-Alpes.
La station, qui culmine à 1 300 m d'altitude dans le massif Arvan-Villards au sud de la vallée de la Maurienne à hauteur de la ville de Saint-Jean-de-Maurienne, est par ailleurs reliée au domaine skiable des Sybelles, le 4e domaine skiable de France.

## Géographie

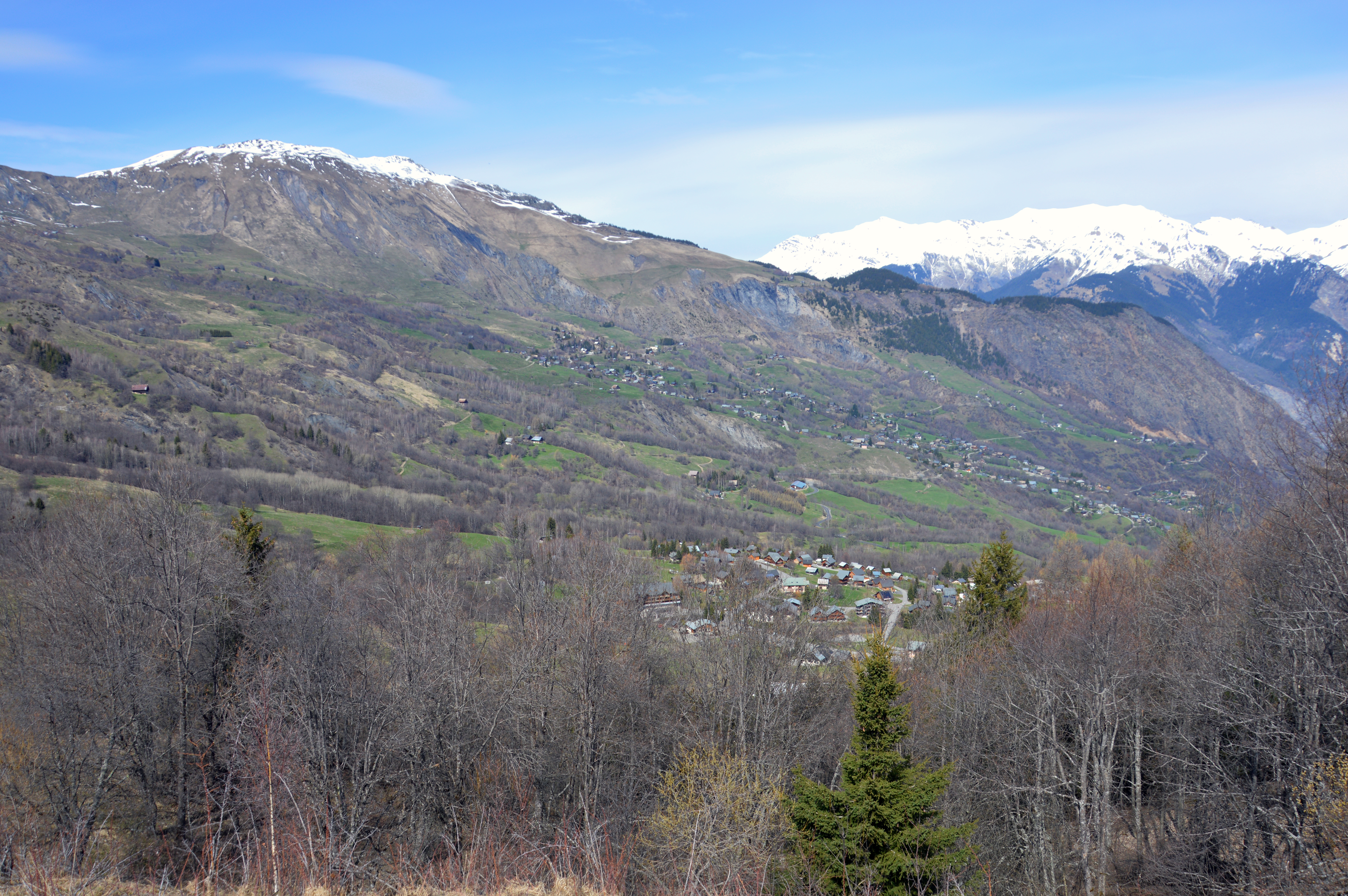
Les Bottières en été.

### Accès à la station
via Saint-Jean-de-Maurienne.

## La station

### Promotion et positionnement
La station ne possède actuellement aucun label.

### Hébergement et restauration
En 2014, la capacité d'accueil de la station, estimée par l'organisme Savoie Mont Blanc, est de 2 265 lits touristiques répartis dans 368 établissements. Les hébergements se répartissent comme suit : 76 meublés ; 2 résidences de tourisme ; 2 refuges ou gîtes d'étape et une chambre d'hôtes.

## Informations diverses
- Restaurants dans la station.
- Ski : pour tous les niveaux, des débutants aux confirmés. Domaine des Sybelles : 310 km de pistes sur 6 stations dont Les Bottières.

## Cyclisme
La station des Bottières a accueilli l'ultime étape du tour de l'Avenir 2015. La montée finale fut classée en première catégorie. C'est le russe Matvey Mamykin qui gagnait l'étape alors que l'espagnol Marc Soler Gimenez remportait ce tour de l'Avenir.

## Sources